# Erik Holmgren
Erik Holmgren (Porvoo, 17 december 1964) is een voormalig profvoetballer uit Finland, die speelde als verdediger gedurende zijn carrière. Hij beëindigde zijn actieve loopbaan in 1999 bij de Finse club FC Jokerit. Behalve in zijn vaderland speelde hij clubvoetbal in Zweden bij GAIS Göteborg.

## Interlandcarrière
Holmgren kwam in totaal zestig keer (twee doelpunten) uit voor de nationale ploeg van Finland in de periode 1986–1995. Hij maakte zijn officieuze debuut onder leiding van bondscoach Jukka Vakkila op 5 augustus 1986 in de vriendschappelijke wedstrijd tegen Zweden (3-1 nederlaag) in Lisalmi, net als Petri Sulonen, Tuomo Pasanen, Juha Laaksonen, Petter Setälä, Jari Rinne, Marko Myyry, Markku Kanerva en Reijo Vuorinen.
| Interlanddoelpunten | Interlanddoelpunten | Interlanddoelpunten | Interlanddoelpunten | Interlanddoelpunten | Interlanddoelpunten | Interlanddoelpunten | Interlanddoelpunten |
| #                   | Datum               | Locatie             | Wedstrijd           | Goal(s)             | Score               | Uitslag             | Wedstrijd           |
| ------------------- | ------------------- | ------------------- | ------------------- | ------------------- | ------------------- | ------------------- | ------------------- |
| 1                   | 25/11/1990          | Ta' Qali            | Malta – Finland     | 87'                 | 1 – 1               | 1 – 1               | EK-kwalificatie     |
| 2                   | 05/06/1991          | Helsinki            | Finland – Nederland | 77'                 | 1 – 1               | 1 – 1               | EK-kwalificatie     |